# 张晓欢
张晓欢（1980年8月19日—），中国女子花样游泳运动员，现任中国花样游泳队主教练。她曾参加了2008年北京奥林匹克运动会，并在比赛中获得女子花样游泳比赛团体铜牌。她也参加了2002年亚洲运动会和2006年亚洲运动会。